# La signora dalle camelie (film 1953)
La signora dalle camelie (La Dame aux camélias) è un film del 1953 diretto da Raymond Bernard.